# Jour du drapeau (Russie)
Pour les articles homonymes, voir Jour du drapeau.

Drapeau de la RSFS de Russie de novembre 1991 à décembre 1991, puis de la fédération de Russie jusqu'en 1993.

Drapeau russe depuis 1993.

Le jour du drapeau (en russe день флага, den' flaga), ou fête du drapeau, est une célébration qui a lieu chaque année en fédération de Russie.

## Mise en place
La fête du drapeau a été adoptée le 11 décembre 1993 par décret et instituée afin de commémorer le retour au pays de son drapeau tricolore historique lors du putsch de Moscou en 1991.